# Љубиша Игић
Љубиша Игић (Бела Паланка, 1941 — Ниш, 26. август 2023) био је економиста и друштвено-политички радник Социјалистичке Републике Србије.

## Биографија
Био је дугогодишњи генерални директор Електронске индустрије Ниш.
За члана Централног комитета СК Југославије биран је на Дванаестом конгресу СКЈ јуна 1982. године.
Члан Председништва СР Србије био је од маја 1986. године. Одлуком Скупштине СР Србије, након одласка дотадашњег председника Председништва Петра Грачанина на дужност савезног секретара за унутрашње послове СФРЈ 20. марта 1989. одређен је за вршиоца дужности председника Председништва. Ову дужност вршио је до 8. маја 1989. када је за члана Председништва изабран Слободан Милошевић, који је потом преузео дужност председника.
Након дужности у Председништву СР Србије био је генерални директор Београдске и Англо-Југослав банке, главни саветник гувернера Народне банке Југославије Драгослава Аврамовића и од 1998. до 2001. амбасадор Савезне Републике Југославије у Краљевини Данској.
Преминуо је 26. августа 2023. у Нишу, где је и сахрањен на Новом гробљу.